# Disparrhopalites
Genre
Synonymes
- Dietersminthurus  Palacios-Vargas, Cuéllar & Vázquez, 1999

Disparrhopalites est un genre de collemboles de la famille des Sminthuridae.

## Liste des espèces
Selon Checklist of the Collembola of the World (version du 18 août 2019) :
- Disparrhopalites enkerlinius (Palacios-Vargas, Cuéllar & Vázquez, 1999)
- Disparrhopalites naasaveqw Bernard & Wynne, 2017
- Disparrhopalites patrizii (Cassagnau & Delamare Deboutteville, 1953)
- Disparrhopalites tergestinus Fanciulli, Colla & Dallai, 2005

## Publication originale
- Stach, 1956 : The Apterygotan fauna of Poland in relation to the world-fauna of this group of insects. Family : Sminthuridae. Kraków, p. 1-287.